# بولشوی آشاپ
بولشوی آشاپ (انگلیسی: Bolshoy Ashap) یک رودخانه در سرزمین پرم کشور روسیه است.